# Graminicola striatus
La yerbera china (Graminicola striatus) es una especie de ave paseriforme de la familia Pellorneidae propia del sureste de Asia.

## Distribución y hábitat
Se encuentra diseminada por los pantanos y riberas del sur de China (incluida la isla de Hainan), el sureste de Birmania, Bangladés y Camboya.